# Glisy
Glisy là một xã ở tỉnh Somme, vùng Hauts-de-France, Pháp.

## Địa lý
Thị trấn này tọa lạc 5 dặm Anh về phía đông của Amiens trên đường D4029. Sân bay Amiens nằm trong ranh giới xã này.

## Dân số
| 1962                                                         | 1968 | 1975 | 1982 | 1990 | 1999 |
| ------------------------------------------------------------ | ---- | ---- | ---- | ---- | ---- |
| 355                                                          | 370  | 451  | 532  | 499  | 483  |
| Số liệu điều tra dân số từ năm 1962, dân số không tính trùng |      |      |      |      |      |